# Yeovil
Koordinaten: 50° 56′ N, 2° 38′ W

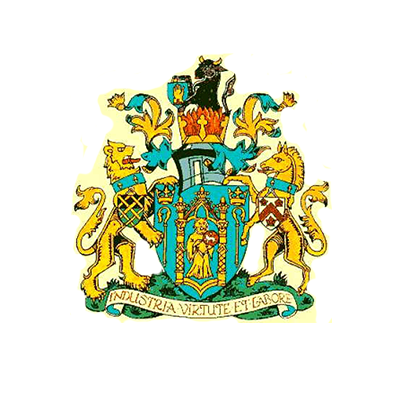
Wappen von Yeovil

Yeovil [ˈjoʊvɪl] (anhörenⓘ) ist eine englische Stadt im Süden der Unitary Authority Somerset am Zusammenfluss der Flüsse „Yeo“ und „Perett“ mit 45.000 Einwohnern (Stand: 2015). Sie war von 1974 bis 2023 Verwaltungssitz des Distrikts South Somerset.

## Herkunft des Namens und Geschichte

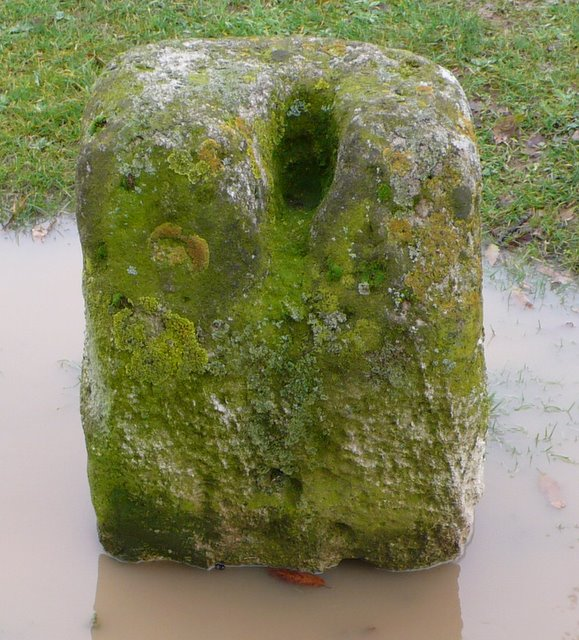
Der Hundred Stone von Yeovil (Detail) in einer öffentlichen Grünanlage

Zuerst erwähnt wurde Yeovil in der lateinischen Schreibweise Givele 1086 im Domesday Book, einem englischen Grundbuch aus dem 11. Jahrhundert. Der Name Yeovil leitet sich aus dem Angelsächsischen ab und bezeichnet einen edlen Fluss, zusammengesetzt aus den Wörtern ea und aerel. 
Aus der Jungsteinzeit sind bis jetzt nur zwei Fundstücke, eine blattförmige Pfeilspitze und das Teil einer polierten Steinaxt an einer alten Straße, als Harroway oder Hoarway bezeichnet, gefunden worden. Im Jahr 1826 entdeckte man bei einem Steinbruch, in der Nähe des ersten Bahnhofs von Yeovil, die Skelette eines Menschen und eines Pferdes, die in zwei Grabkammern lagen und Beigaben hatten. Grabungen förderten eine weitere Kammer mit zahlreichen menschlichen Knochen zutage. Man nimmt an, dass eine Schlacht in der Gegend stattgefunden hat.
Im Jahr 1926 wurde bei Straßenbauarbeiten ein bronzezeitliches Grab mit Beigaben entdeckt und 1909 fand man schließlich in einem Garten einen goldenen Halsring aus jener Zeit. Ein Schatz mit Münzen aus der Römerzeit kam 1916 zutage, als eine Wasserleitung verlegt wurde, was der Anlass zu weiteren, diesmal wissenschaftlichen Grabungen wurde, die die Grundmauern einer römischen Besiedlung mit zahlreicher erhaltener Keramik und eisernen Haushaltsgegenständen freilegten.
Zur Zeit der Sachsen im 11. Jahrhundert gehörte Yeovil zu den Hundred of Stone, einer historischen Verwaltungseinheit (entspricht etwa der Harde) der Grafschaften im Süden Englands. Vertreter von 100 Familien versammelten sich regelmäßig um einen großen Stein und verhandelten öffentlich legislative Fragen der Gemeinschaft und hielten Gericht. Der Hundred Stone existiert heute noch, das letzte Treffen der Hundreds fand 1843 dort statt. Hinweise auf eine Kirche in Yeovil finden sich im letzten Willen einer reichen Frau aus dem Jahr 950, die dem Pfarrer ein Geschenk im Wert von einem halben Pfund gemacht hatte, damit er für einen Verstorbenen bete.
Yeovil bestand im 11. Jahrhundert nur aus einer Siedlung um das Herrenhaus Kingston herum. Später entstanden eine Mühle und durch Grundstücksteilung weitere Höfe. In normannischer Zeit wuchs der Ort weiter. Um 1140 gab es 22 Anwesen und Yeovil wurde zu einer freien Gemeinde. Im Jahr 1205 erhielt der Ort das Marktrecht und durfte Messen abhalten.
Im Jahr 1348 sorgte die Pest für einen Rückgang der Bevölkerung in Yeovil. Unzufriedenheit mit den Arbeitslöhnen der Bauern führte zu Unruhen gegen die Kirche in Person des Bischofs; 1415 verkaufte der 13. Earl of Arundel das Patronat der Johannes-Kirche an Heinrich V., der es 1420 an das Kloster Syon in Isleworth weitergab. Die Zeit endete, als Heinrich VIII. das Kloster 1539 auflöste. Danach folgten weltliche Herrscher. Im Englischen Bürgerkrieg hatte Yeovil schwer zu leiden, zahlreiche Häuser waren zerstört und abgebrannt und Bewohner versuchten den finanziellen Beitrag für die englische Armee in Irland zu verringern.
Im Jahr 1707 gründete der Pfarrer Martin Strong in Yeovil eine Armenschule, die bis 1888 bestand, und 1714 gründete er eine öffentliche Leihbibliothek. Yeovil begann, sich im 18. Jahrhundert ausdehnen: 1801 hatte die Stadt 2774 Einwohner, der Handel expandierte und der Markt gewann an Bedeutung. Die Herstellung von Handschuhen, Gerbereiwaren und eine bedeutende Industrie für Heftklammern beförderte das Wachstum. Im Jahr 1834 gründete sich die erste Gewerkschaft in der Stadt.
Im 19. Jahrhundert war Yeovil ein Zentrum der Handschuhwirkerei und hatte eine rasant steigende Bevölkerungszahl. Im 20. Jahrhundert war die Stadt Standort bedeutender Betriebe der Waffenindustrie und deshalb in den Jahren 1940 bis 1942 Ziel von Bombenangriffen durch die deutsche Luftwaffe.

## Wirtschaft
Der Hauptarbeitgeber der Stadt ist der Luftfahrzeughersteller AgustaWestland.

## Verkehr
Der Bahnhof Yeovil Junction ist der größere, Yeovil Pen Mill der kleinere der beiden noch bestehenden Bahnhöfe.

## Sport
Der Fußballverein Yeovil Town stieg 2013 in die Football League Championship, die zweithöchste englische Spielklasse, auf, und 2023 in die National League South, die sechsthöchste Spielklasse, ab.

## Städtepartnerschaft
Yeovil unterhält seit 1987 eine Städtepartnerschaften mit Taunusstein in Hessen.

## Persönlichkeiten
- Richard Edwards (1524–1566), Komponist
- William K. Everson (1929–1996), Filmhistoriker und Filmarchivar
- Paddy Ashdown (1941–2018), Politiker
- John Mealing (* 1942), Musiker
- Hugh Banton (* 1949), Musiker und Orgelbauer
- John Parish (* 1959), Musiker und Musikproduzent
- Sarah Parish (* 1968), Schauspielerin
- PJ Harvey (* 1969), Sängerin und Songschreiberin
- Alan Norris (* 1972), Dartspieler
- Jamie Davies (* 1974), Autorennfahrer
- Tamzin Malleson (* 1974), Filmschauspielerin
- Andrew Dewar (* 1981), Organist und Hochschullehrer
- Lee Childs (* 1982), Tennisspieler
- Heather Stanning (* 1985), Ruderin und Olympiasiegerin

## Trivia
Seit 2012 veröffentlichte das nichtkommerzielle deutsche Hörspiellabel „Neuvertonung“ eine Kriminalhörspiel-Reihe mit dem Namen Yeovil True. Seit 2017 erscheinen die Folgen auf hoerspielprojekt.de. Die Geschichten der Hörspiele sind in Yeovil angesiedelt und greifen dort existierende Straßen und Orte auf. Als Titelmelodie der Reihe fungiert das Stück Yeovil Town des britischen Folkmusik-Duos „Show of Hands“.